# أم غلس
أم غلس غرب منطقة القصيم وتقع مابين الشبيكية ومبهل وتبعد 5 كم عن الطريق الرابط بين القصيم ومكة المكرمة «طريق الحجاز».

## الموقع الجغرافي
تقع غرب منطقة القصيم وتبعد عن مدينة بريدة 180 كم، وعن محافظة الرس 102 كم، وعن الشبيكية 18 كم، وعن جبل سواج من الغرب بـ 10 كم.

## السكان
يبلغ عدد سكان أم غلس 2.000 نسمة وسكانها السواد من البدارين من بني عمرو

## المناخ
مناخ صحراوي، حار جاف صيفًا بارد مُمطر شتاء، وتبلغ درجة الحرارة صيفًا 45°م، وفي الشتاء تصل 3- ما دون الصفر.